# Grasston
Grasston ist eine Kleinstadt (mit dem Status „City“) im Kanabec County im US-amerikanischen Bundesstaat Minnesota. Das U.S. Census Bureau hat bei der Volkszählung 2020 eine Einwohnerzahl von 154 ermittelt.

## Geografie
Grasston liegt im Osten Minnesotas am Snake River. Der Ort liegt auf 45°47′41″ nördlicher Breite, 93°08′57″ westlicher Länge und erstreckt sich über 2,46 km².
Benachbarte Orte von Grasston sind Henriette (9,6 km nordnordöstlich), Pine City (17,8 km östlich), Rock Creek (20,6 km ostsüdöstlich), Braham (8,5 km südsüdwestlich) und Mora (21,1 km nordwestlich).
Die nächstgelegenen größeren Städte sind Minneapolis (97,5 km südlich), Minnesotas Hauptstadt Saint Paul (107 km in der gleichen Richtung), Duluth am Oberen See (153 km nordöstlich) und Eau Claire in Wisconsin (227 km südöstlich).

## Verkehr
Die Minnesota State Route 107 verläuft in Nord-Süd-Richtung entlang des östlichen Ortsrands. Alle weiteren Straßen sind untergeordnete Landstraßen und teils unbefestigte Fahrwege sowie innerörtliche Verbindungsstraßen.
Parallel zur MN 107 verläuft eine Eisenbahnstrecke der BNSF Railway.
Der nächste Flughafen ist der Minneapolis-Saint Paul International Airport (110 km südlich).

## Demografische Daten
Nach der Volkszählung im Jahr 2010 lebten in Grasston 158 Menschen in 53 Haushalten. Die Bevölkerungsdichte betrug 64,2 Einwohner pro Quadratkilometer. In den 53 Haushalten lebten statistisch je 2,98 Personen.
Mit drei Ausnahmen bestand die Bevölkerung nur aus Weißen. Unabhängig von der ethnischen Zugehörigkeit waren 1,3 Prozent (zwei Personen) der Bevölkerung spanischer oder lateinamerikanischer Abstammung.
29,1 Prozent der Bevölkerung waren unter 18 Jahre alt, 59,5 Prozent waren zwischen 18 und 64 und 11,4 Prozent waren 65 Jahre oder älter. 48,7 Prozent der Bevölkerung war weiblich.

Das mittlere jährliche Einkommen eines Haushalts lag bei 53.750 USD. Das Pro-Kopf-Einkommen betrug 19.582 USD. 1,9 Prozent der Einwohner lebten unterhalb der Armutsgrenze.